# کویاتونگ
کویاتونگ (به لهستانی:  Kwiatoń) یک منطقهٔ مسکونی در لهستان است که در گمینا اوشچیه گورلیتسکیه واقع شده‌است. کویاتونگ  ۲۰۰ نفر جمعیت دارد.